# 五城目町
五城目町（ごじょうめまち）は、秋田県の中央部に位置する町で、南秋田郡に属する。

## 概要
秋田市から北に30キロにあり、東部には山間部が、西部には市街部、田園が広がっている。国道285号が中心部を通過し、沿道には町役場、警察署、高校等がある。
高速道路は町の西端に五城目八郎潟ICがある。大川地区を奥羽本線が通るが、駅はない。かつては秋田中央交通線が八郎潟町の八郎潟駅とを結んでいたが1969年（昭和44年）に廃止となり、それ以降は代替の路線バスが奥羽本線の鉄道ダイヤに連携して運行され、利便性はある程度確保されている。
秋田市と能代市の中間でいずれの商圏からも離れているが、国道285号沿いにスーパーセンターがあり、週末を中心に周辺地域からの流入が多い。町内中心部では500年の歴史を持つ朝市（0・2・5・7のつく日）が開かれており、朝は賑わいをみせる。
かつては日本におけるスズムシ群棲地の北限として知られていた。1960年に群棲地に指定されたが、平成の初め頃から鳴き声が聞こえなくなり、2020年に登録が解除されている。町内で「すずむしクラブ」（放課後児童クラブ）、すずむし吟社（川柳団体）など、様々なものにスズムシの名前が冠されているのは群棲地であることに由来するものであった。

## 地理

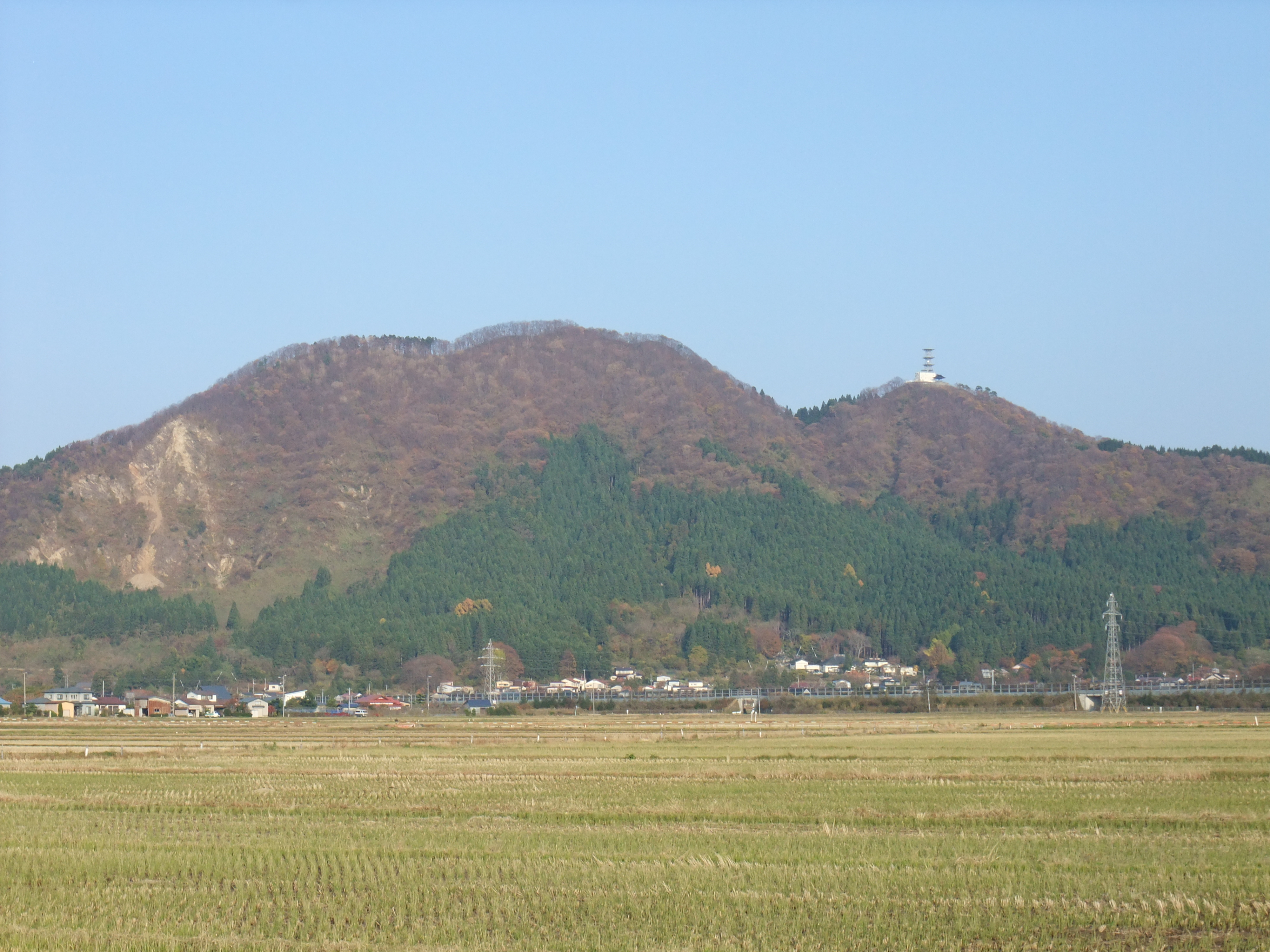
森山

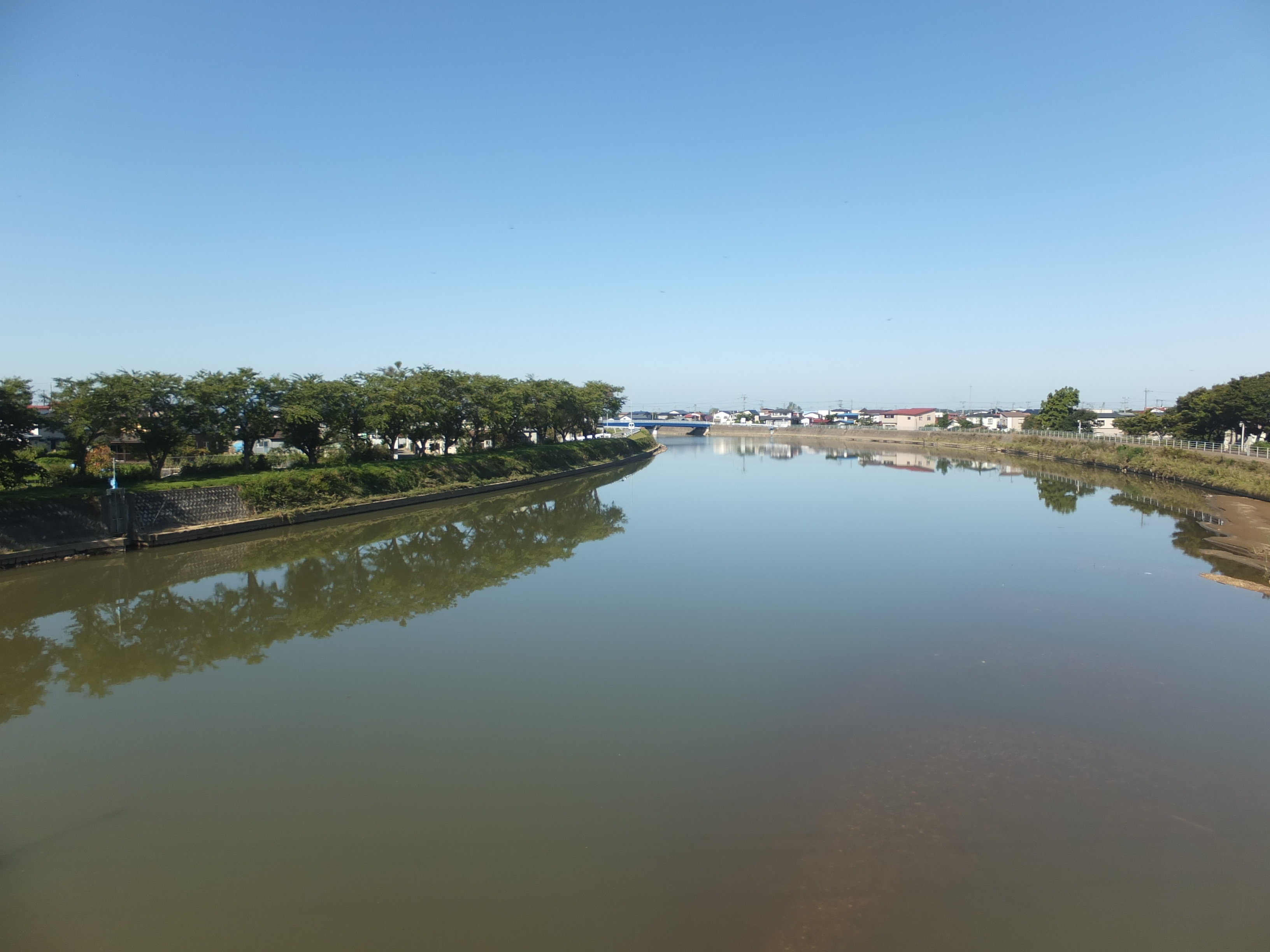
馬場目川

八郎潟調整池に境界未定部分がある。
- 山
  - 馬場目岳
  - 森山 - かつてのスズムシ群棲地
- 河川
  - 馬場目川
  - 富津内川
  - 内川川
- 湖沼
  - 八郎潟調整池

### 地区

#### 馬場目
旧馬場目村の地区。秋田市との境に馬場目岳があり、馬場目川の上流にあたる。

#### 内川
旧内川村の地区。浅見内（村）、小倉、黒土、湯ノ又の4村が合併した際の創作された地名である（創作地名）。類似した地名がほかにも存在する。

##### 浅見内
旧出羽国南秋田郡浅見内村の地区。浅見内川（創作地名の「内川村」が誕生した。以降は内川川の地名になった）に由来。支流として大場沢、滝の下沢が流れる。語源は「あざみない（薊の川）」で、「薊」の部分は日本語という説もある。浅見内神明社が存在する。大石孫右衛門の出身地。
字： 家ノ沢（いえのさわ）、後田（うしろだ）、大繋（おおつなぎ）、大場（おおば）、小川口（おがわぐち）、滝ノ下（たきのした）、堂ノ下（どうのした）、藤別当（とうべっとう）、札ノ前（ふだのまえ）、谷地田（やちた）。

#### 富津内
旧富津内村（ふつない）の地区。富田、中津又、下山内の3村の字を取った創作地名である。（合成地名）。1880年（明治13年）以前は、下山内はただ山内（さんない）と呼ばれていた。地域を流れる中津又川（富津内川）の別名の山内川に由来する。山内の地名はアイヌ語ではないという説もある。

### 隣接している自治体
- 秋田市
- 南秋田郡：八郎潟町、井川町、大潟村
- 北秋田郡：上小阿仁村
- 山本郡：三種町

### 人口
| |                                          |  |
| 五城目町と全国の年齢別人口分布（2005年） | 五城目町の年齢・男女別人口分布（2005年） |  |
| ■紫色 ― 五城目町 ■緑色 ― 日本全国 | ■青色 ― 男性 ■赤色 ― 女性                |  |
| 五城目町（に相当する地域）の人口の推移 \| 1970年（昭和45年） \| 17,413人 \| \| \| 1975年（昭和50年） \| 16,582人 \| \| \| 1980年（昭和55年） \| 15,953人 \| \| \| 1985年（昭和60年） \| 15,047人 \| \| \| 1990年（平成2年） \| 14,161人 \| \| \| 1995年（平成7年） \| 13,371人 \| \| \| 2000年（平成12年） \| 12,372人 \| \| \| 2005年（平成17年） \| 11,678人 \| \| \| 2010年（平成22年） \| 10,516人 \| \| \| 2015年（平成27年） \| 9,463人 \| \| \| 2020年（令和2年） \| 8,538人 \| \| |                                          |  |
| 総務省統計局 国勢調査より |                                          |  |
| 1970年（昭和45年） | 17,413人                                 |  |
| 1975年（昭和50年） | 16,582人                                 |  |
| 1980年（昭和55年） | 15,953人                                 |  |
| 1985年（昭和60年） | 15,047人                                 |  |
| 1990年（平成2年） | 14,161人                                 |  |
| 1995年（平成7年） | 13,371人                                 |  |
| 2000年（平成12年） | 12,372人                                 |  |
| 2005年（平成17年） | 11,678人                                 |  |
| 2010年（平成22年） | 10,516人                                 |  |
| 2015年（平成27年） | 9,463人                                  |  |
| 2020年（令和2年） | 8,538人                                  |  |

## 気候
寒暖の差が大きく気温の年較差、日較差が大きい顕著な大陸性気候である。降雪量が多く、周辺の自治体と同様に豪雪地帯に指定されている。
| 五城目（1991年 - 2020年）の気候    | 五城目（1991年 - 2020年）の気候 | 五城目（1991年 - 2020年）の気候 | 五城目（1991年 - 2020年）の気候 | 五城目（1991年 - 2020年）の気候 | 五城目（1991年 - 2020年）の気候 | 五城目（1991年 - 2020年）の気候 | 五城目（1991年 - 2020年）の気候 | 五城目（1991年 - 2020年）の気候 | 五城目（1991年 - 2020年）の気候 | 五城目（1991年 - 2020年）の気候 | 五城目（1991年 - 2020年）の気候 | 五城目（1991年 - 2020年）の気候 | 五城目（1991年 - 2020年）の気候 |
| 月                                 | 1月                             | 2月                             | 3月                             | 4月                             | 5月                             | 6月                             | 7月                             | 8月                             | 9月                             | 10月                            | 11月                            | 12月                            | 年                              |
| ---------------------------------- | ------------------------------- | ------------------------------- | ------------------------------- | ------------------------------- | ------------------------------- | ------------------------------- | ------------------------------- | ------------------------------- | ------------------------------- | ------------------------------- | ------------------------------- | ------------------------------- | ------------------------------- |
| 最高気温記録 °C （°F）             | 12.9 (55.2)                     | 19.4 (66.9)                     | 24.6 (76.3)                     | 28.3 (82.9)                     | 31.7 (89.1)                     | 33.3 (91.9)                     | 36.6 (97.9)                     | 38.1 (100.6)                    | 38.1 (100.6)                    | 30.1 (86.2)                     | 24.6 (76.3)                     | 18.6 (65.5)                     | 38.1 (100.6)                    |
| 平均最高気温 °C （°F）             | 2.6 (36.7)                      | 3.5 (38.3)                      | 7.7 (45.9)                      | 14.2 (57.6)                     | 19.8 (67.6)                     | 24.1 (75.4)                     | 27.3 (81.1)                     | 29.1 (84.4)                     | 25.4 (77.7)                     | 19.0 (66.2)                     | 12.1 (53.8)                     | 5.5 (41.9)                      | 15.9 (60.6)                     |
| 日平均気温 °C （°F）               | −0.5 (31.1)                     | −0.1 (31.8)                     | 3.1 (37.6)                      | 8.7 (47.7)                      | 14.5 (58.1)                     | 19.0 (66.2)                     | 22.8 (73)                       | 24.1 (75.4)                     | 19.9 (67.8)                     | 13.3 (55.9)                     | 7.2 (45)                        | 1.8 (35.2)                      | 11.2 (52.2)                     |
| 平均最低気温 °C （°F）             | −3.5 (25.7)                     | −3.6 (25.5)                     | −1.2 (29.8)                     | 3.2 (37.8)                      | 9.4 (48.9)                      | 14.5 (58.1)                     | 19.2 (66.6)                     | 20.0 (68)                       | 15.4 (59.7)                     | 8.6 (47.5)                      | 3.0 (37.4)                      | −1.3 (29.7)                     | 7.0 (44.6)                      |
| 最低気温記録 °C （°F）             | −14.4 (6.1)                     | −14.2 (6.4)                     | −12.1 (10.2)                    | −5.8 (21.6)                     | −0.7 (30.7)                     | 5.5 (41.9)                      | 11.1 (52)                       | 11.3 (52.3)                     | 5.4 (41.7)                      | 0.5 (32.9)                      | −6.1 (21)                       | −10.5 (13.1)                    | −14.4 (6.1)                     |
| 降水量 mm （inch）                 | 131.5 (5.177)                   | 101.2 (3.984)                   | 92.7 (3.65)                     | 94.0 (3.701)                    | 109.4 (4.307)                   | 107.4 (4.228)                   | 191.8 (7.551)                   | 174.4 (6.866)                   | 163.5 (6.437)                   | 164.0 (6.457)                   | 176.1 (6.933)                   | 159.1 (6.264)                   | 1,665 (65.551)                  |
| 降雪量 cm （inch）                 | 156 (61.4)                      | 126 (49.6)                      | 44 (17.3)                       | 1 (0.4)                         | 0 (0)                           | 0 (0)                           | 0 (0)                           | 0 (0)                           | 0 (0)                           | 0 (0)                           | 7 (2.8)                         | 79 (31.1)                       | 410 (161.4)                     |
| 平均降水日数 （≥1.0 mm）           | 21.8                            | 18.6                            | 15.6                            | 12.0                            | 11.5                            | 10.8                            | 12.6                            | 10.7                            | 12.5                            | 14.7                            | 18.7                            | 22.3                            | 181.8                           |
| 平均月間日照時間                   | 36.8                            | 59.3                            | 105.0                           | 155.0                           | 176.4                           | 173.6                           | 146.8                           | 174.5                           | 145.4                           | 127.7                           | 80.4                            | 43.7                            | 1,424.6                         |
| 出典1：Japan Meteorological Agency |                                 |                                 |                                 |                                 |                                 |                                 |                                 |                                 |                                 |                                 |                                 |                                 |                                 |
| 出典2：気象庁                      |                                 |                                 |                                 |                                 |                                 |                                 |                                 |                                 |                                 |                                 |                                 |                                 |                                 |

## 歴史
日本三代実録で出羽国秋田郡姉刀村(あねたち)として成立したとされる。
平安時代中期(930年頃)に辞書和名類聚抄 (わみょうるいじゅしょう)において、秋田郡最北の村として率浦郷 (いさうらごう・いそうらごう)として記載されている。
- 1889年（明治22年）4月1日 - 町村制施行により五十目村（いそのめむら）発足。
- 1896年（明治29年）1月18日 - 町制施行、（旧）五城目町に改称。
- 1922年（大正11年）4月21日 - 五城目軌道線が開業。
- 1942年（昭和17年）
  - 4月1日 - 馬川村と合併。
  - 5月4日 - 五城目実科高等女学校（秋田県立五城目高等学校）が開校。
- 1951年（昭和26年） - 町章を制定。中世にあった5城（浦城・岡本城・砂沢城・馬場目城・山内城）を象徴。
- 1955年（昭和30年）3月31日 - （旧）五城目町、内川村、大川村、馬場目村、富津内村が新設合併し、新たに五城目町として発足。
- 1958年（昭和33年）4月1日 - 八郎潟町の一部を併合する。
- 1959年（昭和34年）1月1日 - 広報五城目の発行開始。
- 1969年（昭和44年）7月11日 - 秋田中央交通線が廃止。
- 1982年（昭和57年）11月2日 - 現町役場庁舎が完成[12]。
- 1985年（昭和60年）10月20日 - 町民憲章と町の花・鳥・木が制定。
- 1989年（平成元年）10月26日 - 東京都千代田区と姉妹都市提携を結ぶ。
- 1990年（平成2年） - 明仁天皇即位の際に行われた大嘗祭において大川石崎の水田が斎田（悠紀田）に選ばれる。
- 2003年（平成15年）10月20日 - 五城目信用金庫が秋田信用金庫と合併。
- 2005年（平成17年）2月28日 - 隣接する井川町、八郎潟町との法定合併協議会廃止。
- 2020年（令和2年） - スズムシ群棲地の登録が解除され、日本における北限群棲地ではなくなった。
- 2022年（令和4年）8月13日 - 集中豪雨により内川川が氾濫。浸水被害186棟[13]。
- 2023年（令和5年）7月15日 - 集中豪雨（令和5年7月14日からの梅雨前線による大雨）により内川川と馬場目川が氾濫[14]。五城目浄水場が被災したため馬場目、杉沢地区を除く全町で断水[15]。

## 行政

### 町長
| 代             | 期             | 氏名         | 就任年月日                          | 退任年月日                | 備考                                      |
| -------------- | -------------- | ------------ | ----------------------------------- | ------------------------- | ----------------------------------------- |
| 町長職務代理者 | 町長職務代理者 | 児玉孫左衛門 | 1955年（昭和30年）3月31日           | 1955年（昭和30年）4月29日 | 元馬場目村村長                            |
| 1              | 1              | 菊地米蔵     | 1955年（昭和30年）4月30日           | 1957年（昭和32年）6月5日  | 旧五城目町町長 病気のため辞任             |
| 町長職務代理者 | 町長職務代理者 | 北島金森     | 1957年（昭和32年）5月1日 （任命日） | 1957年（昭和32年）6月17日 | 助役                                      |
| 2              | 2              | 加賀谷力司   | 1957年（昭和32年）6月18日           | 1961年（昭和36年）2月24日 |                                           |
| 3              | 3              | 北島金森     | 1961年（昭和36年）2月25日           | 1965年（昭和40年）2月24日 |                                           |
| 4              | 4              | 小林源四郎   | 1965年（昭和40年）2月25日           | 1969年（昭和44年）2月24日 |                                           |
| 5              | 5-9            | 加賀谷力司   | 1969年（昭和44年）2月25日           | 1989年（平成元年）2月24日 |                                           |
| 6              | 10-13          | 佐藤邦夫     | 1989年（平成元年）2月25日           | 2005年（平成17年）2月24日 |                                           |
| 7              | 14-18          | 渡邉彦兵衛   | 2005年（平成17年）2月25日           | (現職)                    | 福禄寿酒造元社長 福禄壽醸造元の15代目当主 |

### 警察
- 五城目警察署
  - 大手駐在所

### 消防
- 五城目町消防本部

### 姉妹都市
- 東京都千代田区
  - 1989年（平成元年）10月26日姉妹都市提携

## 教育

### 小学校
- 五城目町立五城目小学校

#### かつて存在した小学校
- 五城目町立馬川小学校（1970年五城目小へ統合）
- 五城目町立富津内西小学校（1968年五城目小へ統合）
- 五城目町立富津内小学校（2003年五城目小へ統合）
- 五城目町立杉沢小学校（2006年馬場目小へ統合）
- 五城目町立内川小学校（2010年五城目小へ統合）
- 五城目町立馬場目小学校（2013年五城目小へ統合）
- 五城目町立大川小学校（2015年五城目小へ統合）

馬場目小学校の校舎は五城目町地域活性化センター（通称：BABAME BASE）として利用されている。

### 中学校
- 五城目町立五城目第一中学校

#### かつて存在した中学校
- 五城目町立五城目中学校（1958年富津内中の一部と共に、五城目第一中へ統合）
- 五城目町立馬場目中学校（1969年五城目第一中へ統合）
- 五城目町立大川中学校（1974年五城目第一中へ統合）
- 五城目町立富津内中学校（1987年五城目第一中へ統合）
- 五城目町立杉沢中学校（2003年五城目第一中へ統合）

### 高等学校
- 秋田県立五城目高等学校

### 放課後児童クラブ
- すずむしクラブ[3]

## 地域・施設

### 医療
町内に公立の病院はない。
- 湖東厚生病院（八郎潟町・秋田県厚生農業協同組合連合会運営） - 湖東厚生病院の前身の湖東病院は五城目町上町の資産家近藤泰助の自宅を無償提供されていた[17]。

### 郵便局
- 五城目郵便局（集配局）
- 内川郵便局

- 浦横町簡易郵便局
- 上樋口簡易郵便局
- 下山内簡易郵便局
- 杉沢簡易郵便局
- 高崎簡易郵便局

- 西野簡易郵便局
- 馬場目簡易郵便局
- 富津内簡易郵便局
- 森山簡易郵便局
- 湯ノ又簡易郵便局
- 浅見内簡易郵便局（一時閉鎖中[18]）

### 金融機関
- 秋田銀行五城目支店
- 秋田信用金庫五城目支店
- あきた湖東農業協同組合本所・五城目支所

北都銀行五城目支店は、八郎潟町に所在する。

#### 指定金融機関
指定金融機関は、以前は、旧・五城目信用金庫を引き継いだ秋田信用金庫、指定代理金融機関として秋田銀行・北都銀行(旧・秋田あけぼの銀行)・あきた湖東農業協同組合の3機関を指定していたが、現在は秋田銀行へ指定金融機関が変更され、北都銀行・秋田信用金庫・あきた湖東農業協同組合の3機関は収納代理金融機関となった。

### 産業

#### 酒類
- 福禄寿酒造

#### 繊維製品
- 秋田ホーセ

#### 商業施設
- イオンスーパーセンター五城目店

### 寺・神社

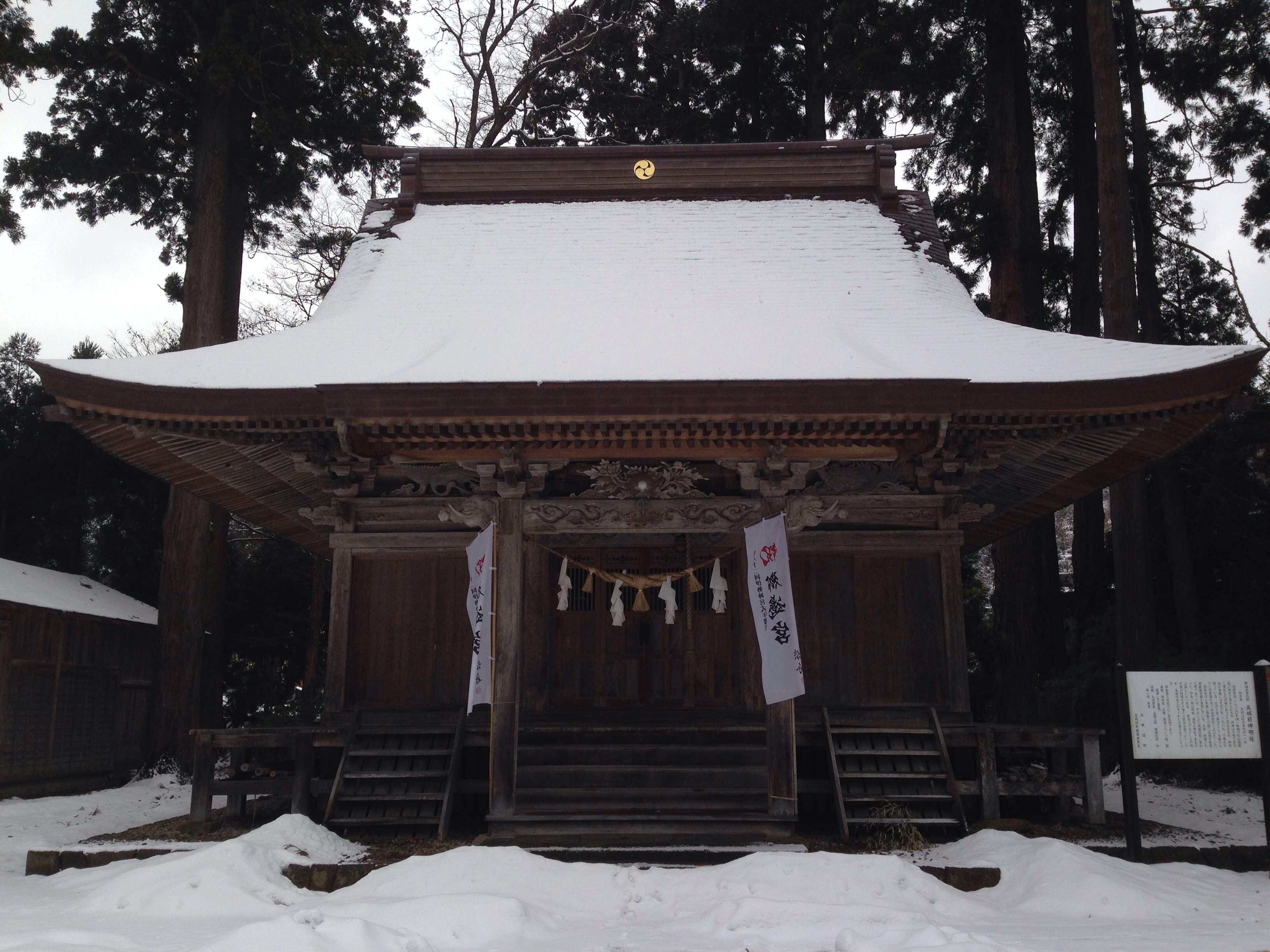
五城目神明社

- 五城目神明社（境内に十三騎神社あり）

### 文化

#### 川柳団体
- すずむし吟社[4]

## 交通

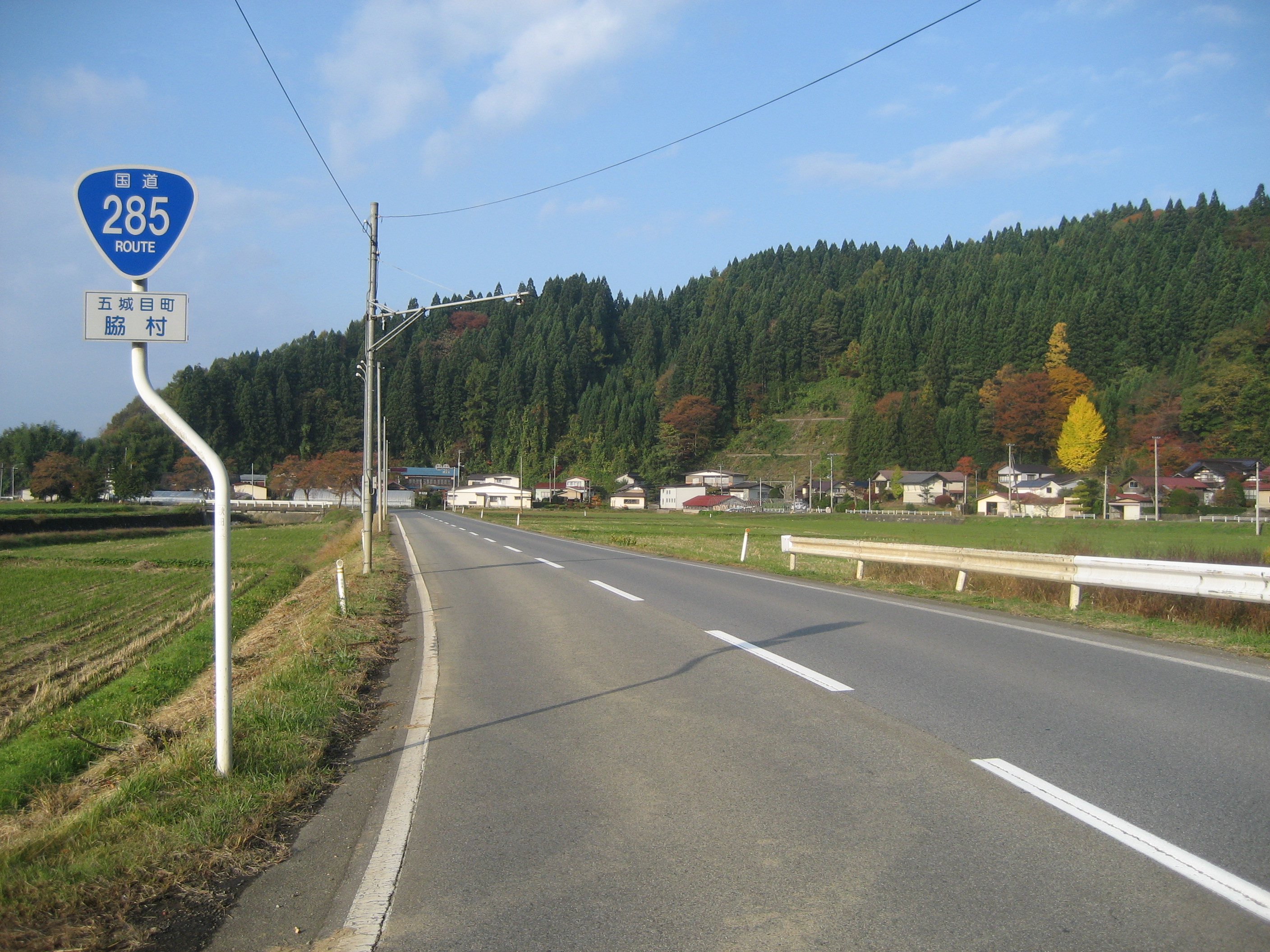
国道285号（五城目町脇村）

### 鉄道
JR東日本奥羽本線が通るが町内に駅はない。鉄道を利用するときの最寄り駅は、八郎潟町にある奥羽本線八郎潟駅。

#### かつてあった鉄道
- 秋田中央交通線 - 1969年（昭和44年）廃止
  - 五城目 - 高校前 - (川崎 - 八郎潟）

### 路線バス
- 秋田中央交通
  - 系統100|五城目線
    - 五城目バスターミナル - 磯ノ目 - 上樋口 - （坂本入口…秋田駅西口）
- 南秋地域広域マイタウンバス
  - 秋田中央トランスポート五城目営業所による運行
  - 五城目バスターミナル - 五城目町役場前 - 磯ノ目 - 屋岸 - イオン五城目店西口 - 西野 - 五城目高校入口 - 五城目高校前 - (矢場崎入口…八郎潟駅前・サンルーラル大潟）

#### デマンド型乗合タクシー
路線バス廃止区間かつ南秋地域広域マイタウンバスの対象外となっている地域は、予約制の乗合タクシーを運行している。
- 馬場目線
- 内川線
- 富津内線
- 南秋地域広域デマンド型乗合タクシー（大川地区、森山地区、八郎潟町）

### 道路
- 高速自動車国道
  - E7 秋田自動車道
    - (10) 五城目八郎潟IC
- 一般国道
  - 国道7号
  - 国道285号 - 道の駅五城目
- 主要地方道
  - 秋田県道4号能代五城目線
  - 秋田県道15号秋田八郎潟線
- 一般県道
  - （秋田県道112号久保秋田線）（町内は未供用）
  - 秋田県道129号杉沢上小阿仁線
  - 秋田県道219号三倉鼻五城目線
  - 秋田県道220号真坂五城目線
  - （秋田県道228号北の又井川線）（町内は未供用）
  - 秋田県道298号道村大川線

## 出身著名人

### 政治家
- 石川錬治郎 - 秋田県議、元秋田市長
- 北嶋南五 - 旧五城目町長、俳人

### 経済・実業家・篤志家
- 新谷明弘 - 秋田銀行頭取
- 近藤泰助 - 実業家
- 矢田不二郎 - 大和生命5代目取締役社長
- 大石孫右衛門 - 篤志家
- 渡辺彦太郎 - 篤志家

### 教育・研究者
- 泉谷力治 - 教育者
- 小野源蔵 - 教育者
- 木村謹治 - ドイツ語学者、ドイツ文学者
- 千葉喜久也 - 仙台大学体育学部教授
- 分銅惇作 - 近代日本文学研究者

### スポーツ選手
- 築地俊龍 - プロ野球選手
- 工藤政志 - プロボクサー
- 郷錦廣次 - 力士
- 四ツ車大八 - 力士、め組の喧嘩
- 若駒健三 - 力士
- 菅原弥三郎 - レスリング選手、モントリオールオリンピック銅メダリスト

### 芸能・文化人
- 石井三友 - 著作家
- 中村徳也 - 歌人
- 小川元 - 作家
- 矢田津世子 - 作家
- 畑澤聖悟 - 劇作家
- 館岡栗山 - 画家
- 福田笑迎 - 画家
- 小柳愛子 - 歌手の母
- KO-TANG - プロダンサー
- 斎藤忠生 - オペラ歌手
- 鳥井森鈴 - 民謡歌手、芸名の由来は五城目町のシンボルである美しいスズムシ[19]
- 渡辺銀雨 - 川柳作家、五城目町のシンボルであるスズムシに由来して川柳団体「すずむし吟社」を創設し、川柳句誌『すずむし』を創刊した[20]

## 関連著名人
- 草皆五沼 - 俳人、医師。浅内村出身だが、養子に入り、五城目町で活動した

## 五城目町を撮影した作品
- 映画「 風が通り抜ける道」・・すべての愛が存在する島 2024年（監督/田中壱征）